# Deodorant

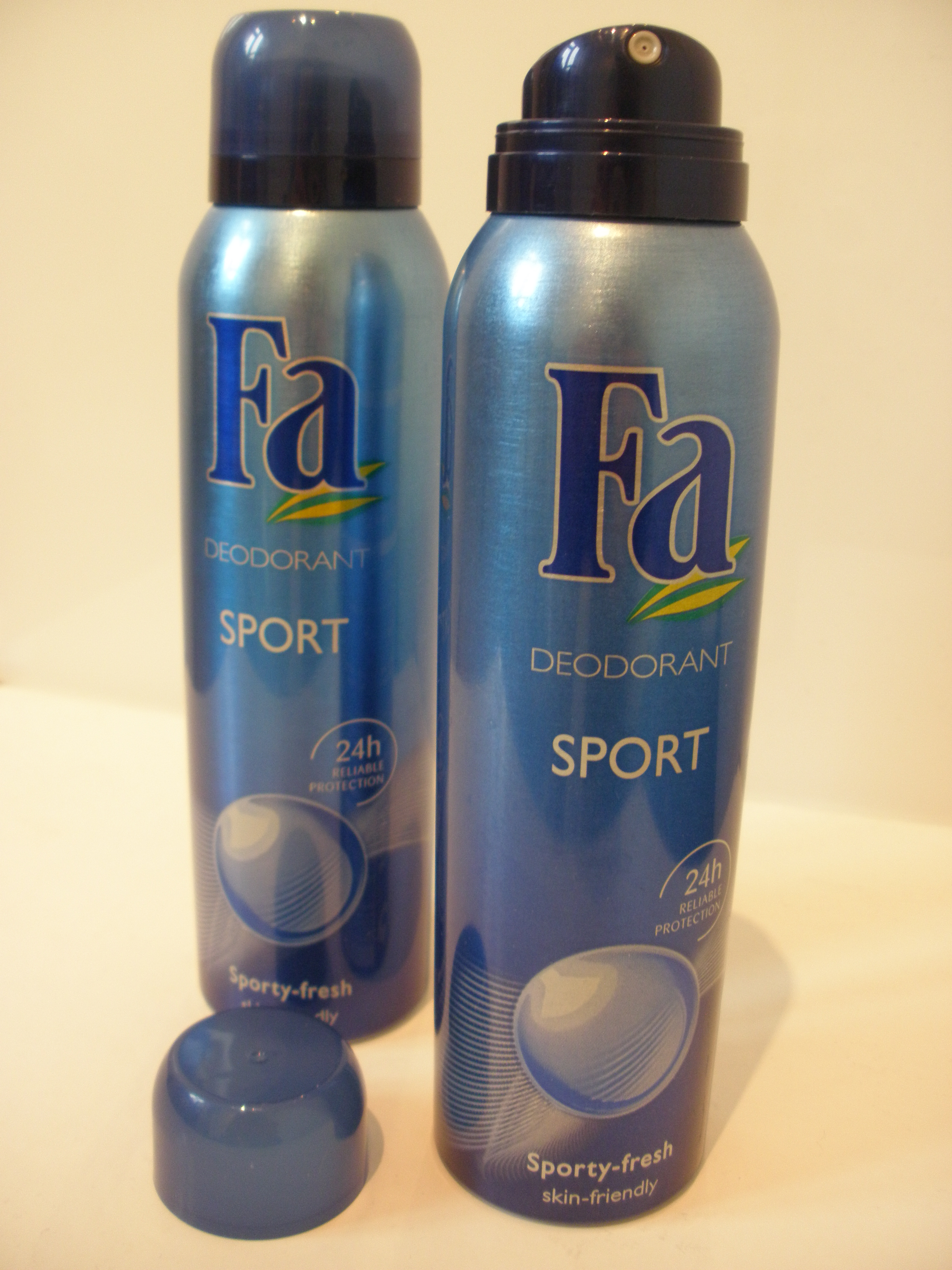
Spuitbussen met deodorant

Deodorant, ook wel kortweg deo genoemd, is een cosmetisch product dat op de huid aangebracht wordt om zweten tegen te gaan of de geur van zweet te verdoezelen.

## Deodorant en antitranspirant
In de meeste landen wordt verschil gemaakt tussen deodorant en antitranspirant.
Een deodorant (Latijn: de-odorant, letterlijk ont-geurder) is daar een product dat het zweten niet verhindert, maar de geur tegengaat, die door het zweten en het broeien in de oksel ontstaat, door deze te wijzigen, door het ontstaan van geur te voorkomen of door er een sterkere geur overheen te leggen.
Een antitranspirant is een middel dat het zweten verhindert, hierdoor komt er minder zweet onder de oksel waardoor er ook minder geur ontstaat.
De meeste deodorants zijn zowel geurverdoezelend als zweetremmend.

## Zweetgeur
Er zijn twee soorten klieren in ons lichaam die zweet produceren: eccriene zweetklieren en apocriene zweetklieren. Eccriene zweetklieren bevinden zich vooral op de handpalmen, voetzolen en voorhoofd. Zweet uit deze klieren is doorzichtig en bestaat uit water en zout. Doordat het vrijkomt via de poriën, is het geurloos.
Zweet van apocriene zweetklieren komt vrij op plaatsen waar lichaamshaar groeit (bijvoorbeeld oksels). Zweet geproduceerd door apocriene klieren bestaat uit vettige afscheidingen die het lichaam verlaten via de haartjes. De typische 'zweetgeur' wordt pas veroorzaakt doordat bacteriën, vet en andere stoffen uit de huid talg en zweet omzetten in stinkende componenten als boterzuur, capronzuur en mercaptanen.

## Werking
Vieze geur wordt op drie manieren tegengegaan:
- Bacteriën worden in hun groei geremd zodat ze minder vieze geuren kunnen maken. Hiervoor worden stoffen gebruikt die de huid heel erg zuur maken, zoals aluminium- en zinkverbindingen. Ook worden wel bacteriedodende stoffen gebruikt zoals triclosan of alcohol.
- De geuren worden onschadelijk gemaakt door ze een chemische verbinding te laten aangaan. Een voorbeeld van een stof met deze eigenschap is zinkricinoleaat. Ook zinkoxide werkt op deze manier, het gaat een verbinding aan met de vetzuren die een deel van de zweetgeur veroorzaken.
- De geur wordt gemaskeerd door een sterke prettige geur. Hiervoor wordt een parfumcompositie gebruikt.

Het transpireren wordt tegengegaan door het toepassen van aluminium- of zirkoniumverbindingen. Veel gebruikt is aluminiumchloorhydraat, maar ook aluin wordt gebruikt, bijvoorbeeld in de vorm van een stick van aluin. Deze verbindingen gaan een reactie aan met vetzuren die op de huid voorkomen. Hierdoor ontstaan stoffen die de zweetkanaaltjes deels afsluiten waardoor minder zweet kan worden afgegeven.
Antitranspiranten waren voorheen omstreden omdat ze de poriën geheel zouden verstoppen bij chronisch gebruik, maar de antitranspiranten van tegenwoordig zijn over het algemeen veilig elke dag te gebruiken. Bij extreem gebruik van sterke antitranspiranten komt verstopping van zweetkanaaltjes een enkele keer voor. Dit is eenvoudig te verhelpen door (tijdelijk) te stoppen met het gebruik van deodorant.

## Toepassingsvormen
In Nederland worden spuitbussen en rollers verreweg het meest gebruikt, op ruime afstand gevolgd door sticks. Onder de andere toepassingsvormen vallen crèmes, vloeistoffen en aluinsticks. Ook zijn er deodorantvormen die uit alleen 'natuurlijke' ingrediënten bestaan, deze bevatten aluin en water.

## Geschiedenis
In het oude Egypte mengde men aluinkristallen met water om de natuurlijke zweetgeur te verbergen. Dit werkt als deodorant en als antitranspirant.
De oude Romeinen gebruikten ook al deodorant; een mengsel van houtskool en geitenvet.
Houtskool heeft een (beperkte) mogelijkheid om stoffen te absorberen, zodat een deel van de geurstoffen niet meer goed te ruiken is.
In de 19e eeuw gebruikte men kalkoplossingen of kaliumpermanganaat. Deze stoffen werken ontsmettend, zodat de aanwezige bacteriën gedood werden.
In 1888 kwam in de Verenigde Staten de eerste deodorant op de markt, deze deodorant (Mum) was gebaseerd op zinkverbindingen. Deze hebben een antitranspirerende werking en maken vetzuren onschadelijk door deze tot een zeep te neutraliseren.
In 1906 werden de eerste antitranspirants toegepast. Deze bestonden uit een oplossing van aluminiumchloride. Dit wordt nog weleens op voorschrift van een arts toegepast. Hoewel het een zeer effectief middel is, heeft het een paar nadelen: de huid wordt erg zuur, wat niet goed voor de huid is. Ook vielen hierdoor soms de gaten in de kleding, doordat het zuur de stof aantastte.
Als mildere vervanger werd eerst gekozen voor aluminiumsulfaat en aluin, maar later werd overgegaan op aluminiumchloorhydraat. Aluminiumchloorhydraat veroorzaakt aanzienlijk minder irritatie dan de andere gebruikelijke aluminiumverbindingen omdat het de pH relatief hoog laat. Om deze reden is aluminiumchloorhydraat ook nu nog de meest gebruikelijke transpiratieverminderende stof in deodorants.
In de jaren 60 kwam de eerste deo-spray in een spuitbus op de markt.

## Deodorant en borstkanker
Een aantal wetenschappers denkt dat er mogelijk een verband is tussen het ontstaan van borstkanker en het gebruik van cosmetica onder de armen, met name gebruik van deodorants.
Een van de genoemde oorzaken zou het scheren van de oksels al dan niet in combinatie met het voorkomen van aluminiumverbindingen in deodorants zijn. Een onderzoek onder 437 borstkankerpatiënten liet zien dat degenen die zowel de oksels schoren als deodorant gebruikten tot de jongere patiënten behoorden. Critici waren van mening dat dit met name zou komen, doordat dit bij de leefstijl van jongere vrouwen past. Door het ontbreken van een controlegroep was niet na te gaan of het gebruik van deodorant bij vrouwen zonder borstkanker anders was. Daarnaast kon er daardoor geen uitspraak worden gedaan over het al dan niet kankerverwekkend zijn van deodorant.
Wat recenter zijn onderzoeken van Darbre e.a. Hierbij werd uitsluitend onderzoek gedaan naar het voorkomen van parabenen in borstkankerweefsel. Deze parabenen zouden via de oksel het lichaam kunnen binnendringen en borstkanker kunnen veroorzaken. Darbre vond kleine hoeveelheden parabenen in het weefsel, maar wel in grotere hoeveelheden dan verwacht. Critici meenden dat Darbre ondeugdelijk onderzoek had gedaan omdat ook in de controleonderzoeken die ze uitvoerde parabenen werden aangetoond, terwijl ze er niet in zaten. Dat betekent dat of de analysemethode niet deugt of dat het gebruikte laboratoriummateriaal parabenen bevatte. Dat laatste is niet vreemd, omdat vloeibare reinigingsmiddelen vaak geconserveerd worden met parabenen. Andere punten van kritiek waren onder meer het feit dat geen gezond weefsel was onderzocht, er in eerdere onderzoeken geen verband tussen kanker en parabenen werd gevonden en er geen reden is waarom de parabenen speciaal in borstweefsel terecht zouden komen. Ook worden parabenen om technische redenen relatief weinig in deodorants gebruikt; vanwege de hoge zuurgraad van een deodorant worden eerder andere conserveermiddelen gebruikt.
Een ander onderzoek onder 1606 vrouwen, deels met borstkanker, deels zonder, vond geen enkel verband tussen gebruik van deodorants op welke manier ook en het voorkomen van borstkanker.
Kankerinstituten als KWF Kankerbestrijding en andere medische organisaties als KNMP zijn van mening dat er geen aantoonbaar verband is tussen het gebruik van deodorant en het ontstaan van borstkanker.